# Görrel Espelund
Anna Görrel Espelund, född 29 maj 1968, är en svensk journalist och författare.

## Biografi
Espelund har en journalistexamen med särskild inriktning på Europa från Journalisthögskolan i Göteborg. Hon är (2021) associerad redaktör vid Utrikespolitiska Institutet med fokus på publikationerna Landguiden och Utrikesmagasinet.
Hon skriver framför allt om sociala, humanitära och utrikespolitiska frågor, sedan 1994 särskilt om Afrika. Hon var åren 1997–2004 baserad i Sydafrika, varifrån hon rapporterade om hela subsahariska Afrika. Hon har bland annat medverkat i Sydsvenskan, Göteborgs-Posten, Omvärlden och OBS i Sveriges Radio P1.
År 2003 gav hon ut boken Reality Bites. Boken fokuserar på människor som trots svåra omständigheter gjort stora insatser som gjort skillnad. År 2005 gav hon ut barnboken Amolle från Niger i Afrika, som beskriver den elvaåriga flickan Amolle och hennes starka dröm att få gå i skola. 
Tillsammans med journalisten och statsvetaren Andreas Karlsson gav hon 2006 ut Till mänsklighetens försvar – iakttagelser av krigsbrott, tribunaler och försoning. Den är en reportagebok som inte bara berättar om det som sker i rättssalarna utan även reaktioner hos de som drabbats, och har lyckats sätta in förövade massövergrepp i ett levande sammanhang.
I boken 8 kvinnor som skapat världsrubriker (2010) intervjuade Espelund den före detta EU-kommissionären Margot Wallström, Liberias president Ellen Johnson Sirleaf, FN-chefen Helen Clark, Pia Sundhage, förbundskapten och OS-guldmedaljör, Irlands före detta president Mary Robinson, den saudiarabiska aktivisten Reem Assad, Louise Arbour, advokat och före detta åklagare vid Jugoslavientribunalen samt fredspristagaren Wangari Maathai. Det är en intervjubok med ledare som vågar bryta ny mark och vill åstadkomma en skillnad, och handlar om möten, makt, utveckling och funderingar kring förändring.
Espelund och Andreas Karlsson driver (2021) tillsammans nätverket och varumärket African Stories, vars verksamhet omfattar journalistik, böcker, föredrag, moderering, resor och guidning med mera med anknytning till demokrati- och utvecklingsfrågor i Afrika.